# Whoo Hyun
Đây là một tên người Triều Tiên, họ là Whoo.
Whoo Hyun (tiếng Hàn: 우현; Hanja: 禹賢; sinh ngày 5 tháng 1 năm 1987) là một cầu thủ bóng đá người Hàn Quốc.